# 旧武德殿

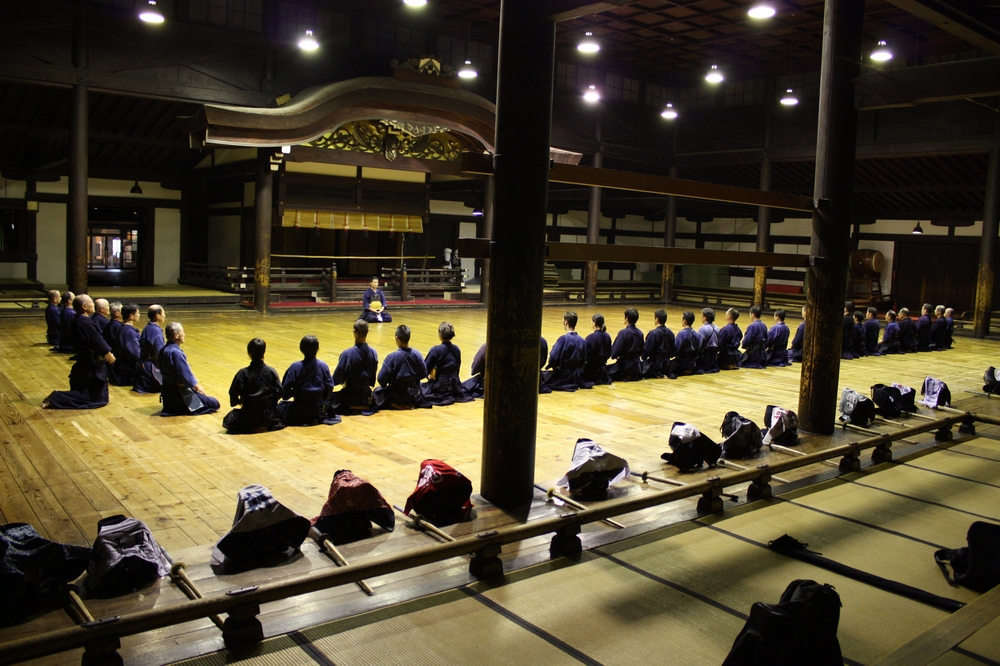
内部

旧武德殿位于京都府京都市左京区的武道場，是与武道历史相关的设施，为明治时代的木结构建筑。

## 历史
1899年（明治32年），大日本武德会用木造建造，作为演武场。由松室重光设计。1946年（昭和21年）解散后由占领军接收，曾改为京都市警察学校以及京都市立艺术大学。
1983年（昭和58年），京都市指定为有形文化財。1996年（平成8年）以“旧武德殿”的名称，被指定为日本国家重要文化財。
2012年（平成24年），成为京都市武道中心的设施。